# Saison 6 de Burn Notice
Chronologie
Saison 5 Saison 7
Cet article présente les dix-huit épisodes de la sixième saison de la série télévisée américaine Burn Notice.

## Synopsis
Michael Westen est un agent secret qui est subitement mis à pied en plein milieu d'une opération. Il se retrouve à Miami sans savoir pourquoi, sans emploi, sous étroite surveillance d'agences fédérales et sans pouvoir quitter la ville. Michael est alors obligé de survivre en menant des opérations pour divers clients à Miami. Aidé par une ex-petite amie, Fiona, ancien membre de l'IRA, et Sam, un ancien soldat à la retraite, Michael utilise son expérience et des techniques d'espionnage pour venir à bout d'affaires que la police seule ne saurait résoudre. Parallèlement, Michael cherche activement à savoir pourquoi il a été « licencié ».

## Distribution

### Acteurs principaux
- Jeffrey Donovan (VF : Bertrand Liebert) : Michael Westen
- Gabrielle Anwar (VF : Nathalie Karsenti) : Fiona Glenanne
- Bruce Campbell (VF : Thierry Mercier) : Sam Axe
- Sharon Gless (VF : Michèle Bardollet) : Madeline Westen
- Coby Bell (VF : Olivier Cordina) : Jesse Porter

### Acteurs récurrents
- Seth Peterson (VF : Dominique Guillo) : Nate Westen
- Paul Tei (VF : Vincent Ribeiro) : Barry
- Lauren Stamile (VF : Pascale Chemin) : agent Dani Pearce de la CIA
- Jere Burns (VF : Guillaume Orsat) : Anson Fullerton, un psychiatre spécialisé dans le comportement humain
- Kristanna Loken (VF : Vanina Pradier) : Rebecca Lang
- Kenny Johnson (VF : Éric Marchal) : Tyler Gray
- John C. McGinley (VF : Hervé Jolly) : Tom Card
- Zabryna Guevara (VF : Maïk Darah) : Ayn
- Sonja Sohn (VF : Laëtitia Lefebvre) : Olivia Riley
- Patton Oswalt (VF : Philippe Peythieu) : Calvin Schmidt
- Jennifer Bini Taylor (VF : Lydia Cherton) : Elsa

### Invités
- Alex Carter (VF : Richard Leroussel) : Jason Bly (épisodes 1, 17 et 18)
- Jordan Werner (VF : Stéphane Bazin) : le garde de la sécurité Carter (épisode 1)
- Frank Licari (VF : Yann Guillemot) : le garde de la sécurité Hill (épisode 1)
- Taryn Manning (VF : Célia Charpentier) : Nicole (épisode 2)
- Anthony Ruivivar (VF : Luc Boulad) : Rafael Montero (épisode 2)
- Guillermo Sauceda (VF : Julien Kramer) : Ramiro Salazar (épisode 2)
- Steve DuMouchel (VF : Gérard Dessalles) : Bruce Gellman (épisode 2)
- John Manzelli (VF : Julien Sibre) : Eric Kemp (épisode 2)
- Fernando Martinez (VF : Stéphane Bazin) : Clyde (épisodes 2 et 4)
- Pedro Anaya Pérez (VF : Stéphane Bazin) : l'un des hommes de main de Montero (épisode 2)
- Faran Tahir (VF : Omar Yami) : Ahmed Damour (épisode 3)
- Dominic Rains (en) (VF : Stéphane Marais) : Sharif Damour (épisode 3)
- Sope Aluko (VF : Odile Schmitt) : Dr Winnick (épisode 3)
- Peggy Sheffield : Warden Mills (épisodes 3 et 6)
- Hemky Madera (en) (VF : Philippe Bozo) : Eddie (épisode 4)
- Joshua Ritter (VF : Gilduin Tissier) : Fisherman (épisode 4)
- Curt Willis (VF : Philippe Bozo) : Gator (épisode 4)
- Pam Cook (VF : Claire Guyot) : Marie Dell (épisode 4)
- Anthony Peyton (VF : Frédéric Souterelle) : l'officier (épisode 4)
- voix au téléphone (VF : Pauline de Meurville - épisode 4)
- Rick D. Wasserman (VF : Bertrand Nadler) : Wes Foster (épisode 5)
- Beth Curry (VF : Nathalie Spitzer) : Donna Foster (épisode 5)
- Wayne LeGette (VF : Anatole de Bodinat) : Greyson Miller (épisode 5)
- Raymond Forchion (en) (VF : Saïd Amadis) : Butch McCall (épisode 5)
- William Mapother (VF : Xavier Béja) : Garret Hartley (épisode 6)
- Ward G. Smith (VF : Jean Barney) : Arthur Meyers (épisode 6)
- Vincent Flood (VF : Gilduin Tissier) : Anthony (épisode 6)
- Philip Hoelcher (VF : Frédéric Souterelle) : l'officier maître chien (épisode 6)
- Sheena Colette (en) (VF : Claire Guyot) : la call girl (épisode 6)
- Jesse St. Louis (VF : Frédéric Souterelle) : l'un des hommes de mains d'Hartley (épisode 6)
- Richard Burgi (VF : Bernard Lanneau) : Morris (épisode 7)
- Brando Eaton (VF : Yoann Sover) : Evan (épisode 7)
- Greg Pitts (en) (VF : Cédric Ingard) : Warrick (épisode 7)
- Brian J. White (VF : Jean-Baptiste Anoumon) : agent Woods (épisode 8)
- Billy Smith (VF : Serge Faliu) : James Leary (épisode 8)
- R. D. Call (VF : Gilbert Lévy) : Quinn (épisode 8)
- Michael Houston King (VF : Thomas Roditi) : Wayne Meyerson (épisode 8)
- Bill Kelly (VF : Guillaume Bourboulon) : agent Sexton (épisode 8)
- Angélica Celaya : Angela Flores (épisode 9)
- Timothy V. Murphy (en) (VF : Patrick Laplace) : Vincent Durov (épisode 9)
- Brendan O'Malley (VF : Luc Boulad) : Gabriel Manaro (épisode 9)
- John Ales (VF : Christophe Desmottes) : Matt Bailey (épisode 9)
- Chaz Mena (VF : Thierry Wermuth) : Xander Thompson (épisode 9)
- Ric Reitz (VF : Guy Chapellier) : Jack Vale (épisode 9)
- Chad L. Coleman (VF : Thierry Murzeau) : Brady Pressman (épisode 10)
- David Fickas (VF : Stanislas Forlani) : Jack Dixon (épisodes 11, 14 et 16)
- José Zúñiga (VF : Mathieu Buscatto) : Ramiro Vasquez (épisode 11)
- Keith C. Wade (VF : Jean-Baptiste Anoumon) : le garde de la sécurité de l'aéroport Opa-Locka (épisode 11)
- Tony Walls (VF : Benjamin Pascal) : le chef des gardes (épisode 11)
- Antonio Jaramillo (VF : David Krüger) : le lieutenant Garza (épisode 12)
- Michael Christopher Rodney (VF : Jean-Baptiste Anoumon) : Sherrod Washington (épisode 12)
- Mikhail Avraham : Amari Reeds (épisode 12)
- Andrew Wind (VF : Benjamin Pascal) : l'agent Anderson (épisode 13)
- Owen Miller (VF : Éric Missoffe) : agent Harper (épisode 13)
- Arturo Rossi (VF : Ludovic Baugin) : Sugar (épisode 13)
- Alon Abutbul : Jabbar Hamady (épisode 14)
- Gino Salvano (VF : Marc Saez) : Rashad (épisode 14)
- Marcos Ferraez (en) (VF : Loïc Houdré) : Thorne (épisode 15)
- Darnell Kirkwood (VF : Marc Saez) : le garde (épisode 15)
- Kevin McNally : James Vanek (épisode 16)
- Patrick Mickler (VF : Richard Leblond) : Hal (épisode 16)
- Patrick Kilpatrick (VF : Stéfan Godin) : Dean Hunter (épisode 17)
- Gary Weeks (en) (VF : Joachim Salinger) : Campbell (épisode 17)
- Brett Rice (en) (VF : Richard Leblond) : Union Rep (épisode 17)
- Brian Brightman (VF : Jérôme Keen) : le spécialiste de la CIA pour l'interrogatoire (épisode 17)
- Lochlyn Munro (VF : Olivier Jankovic) : Dr Jed (épisode 18)
- Rene Lavan (en) : Alejandro Lopez (épisode 18)
- Jeremy Palko (VF : Joachim Salinger) : le capitaine des gardes-côtes (épisode 18)
- Justin Sean Watson (VF : Jérôme Keen) : le garde de la sécurité de l'hôpital (épisode 18)
- Tony Abbate (VF : Éric Missoffe) : l'officier de la CIA (épisode 18)

## Production
Le 16 avril 2010, la série a été renouvelée pour cette sixième saison.

## Liste des épisodes

### Épisode 1:Dans la gueule du loup
- États-Unis : 14 juin 2012 sur USA Network[2]
- Québec : 1er mai 2013 sur Séries+[3],[4]

- États-Unis : 3,87 millions de téléspectateurs[5] (première diffusion)

### Épisode 2:Le Cartel
- États-Unis : 21 juin 2012 sur USA Network
- Québec : 2 mai 2013 sur Séries+[6]

- États-Unis : 4,09 millions de téléspectateurs[7] (première diffusion)

### Épisode 3:La croisière s'amuse
- États-Unis : 28 juin 2012 sur USA Network
- Québec : 3 mai 2013 sur Séries+[8]

- États-Unis : 4,11 millions de téléspectateurs[9] (première diffusion)

### Épisode 4:Le Paquet
- États-Unis : 12 juillet 2012 sur USA Network
- Québec : 6 mai 2013 sur Séries+[10]

- États-Unis : 4,44 millions de téléspectateurs[11] (première diffusion)

### Épisode 5:Quitte ou Double
- États-Unis : 19 juillet 2012 sur USA Network
- Québec : 7 mai 2013 sur Séries+[12]

- États-Unis : 4,97 millions de téléspectateurs[13] (première diffusion)

### Épisode 6:Dommage collatéral
- États-Unis : 26 juillet 2012 sur USA Network
- Québec : 8 mai 2013 sur Séries+[14]

- États-Unis : 4,86 millions de téléspectateurs[15] (première diffusion)

- William Mapother (Garret Hartley)

### Épisode 7:Petite réunion entre amis
- États-Unis : 2 août 2012 sur USA Network
- Québec : 9 mai 2013 sur Séries+[16]

- États-Unis : 4,32 millions de téléspectateurs[17] (première diffusion)

### Épisode 8:À visage découvert
- États-Unis : 9 août 2012 sur USA Network
- Québec : 10 mai 2013 sur Séries+[18]

- États-Unis : 4,04 millions de téléspectateurs[19] (première diffusion)

### Épisode 9:Fausse Piste
- États-Unis : 16 août 2012 sur USA Network
- Québec : 13 mai 2013 sur Séries+[20]

- États-Unis : 4,36 millions de téléspectateurs[21] (première diffusion)

### Épisode 10:Illusions perdues
- États-Unis : 23 août 2012 sur USA Network
- Québec : 14 mai 2013 sur Séries+[22]

- États-Unis : 4,96 millions de téléspectateurs[23] (première diffusion)

- La diffusion québécoise s'arrête à cet épisode pour ne reprendre qu'à partir du 6 juillet 2013[24].

### Épisode 11:Alliance forcée
- États-Unis : 8 novembre 2012 sur USA Network
- Québec : 6 juillet 2013 sur Séries+[24]

- États-Unis : 3,47 millions de téléspectateurs[25] (première diffusion)

### Épisode 12:Pour la peau d'un flic
- États-Unis : 8 novembre 2012 sur USA Network
- Québec : 13 juillet 2013 sur Séries+

- États-Unis : 3,47 millions de téléspectateurs[25] (première diffusion)

### Épisode 13:Guet-apens
- États-Unis : 15 novembre 2012 sur USA Network
- Québec : 20 juillet 2013 sur Séries+

- États-Unis : 3,17 millions de téléspectateurs[26] (première diffusion)

### Épisode 14:Une lutte sans merci
- États-Unis : 29 novembre 2012 sur USA Network
- Québec : 27 juillet 2013 sur Séries+

- États-Unis : 3,14 millions de téléspectateurs[27] (première diffusion)

### Épisode 15:Sur le fil du rasoir
- États-Unis : 6 décembre 2012 sur USA Network
- Québec : 3 août 2013 sur Séries+

- États-Unis : 3,16 millions de téléspectateurs[28] (première diffusion)

### Épisode 16:L'Intrus
- États-Unis : 13 décembre 2012 sur USA Network
- Québec : 10 août 2013 sur Séries+

- États-Unis : 2,86 millions de téléspectateurs[29] (première diffusion)

### Épisode 17:Cours, Michael, cours!
- États-Unis : 20 décembre 2012 sur USA Network
- Québec : 17 août 2013 sur Séries+

- États-Unis : 3,78 millions de téléspectateurs[30] (première diffusion)

### Épisode 18:Échec et Mat
- États-Unis : 20 décembre 2012 sur USA Network
- Québec : 24 août 2013 sur Séries+

- États-Unis : 3,78 millions de téléspectateurs[30] (première diffusion)